# Georg Zauner
 Georg Zauner német sci-fi-író, rendező.

## Élete
Elsősorban rendező és forgatókönyvíró volt. Számos reklám és rövidfilm is a nevéhez fűződik. A sci-fi-vel 1980-tól kezdett foglalkozni. Első regényével rögtön el is nyerte az abban az évben alapított Kurd-Laßwitz-díjat

## Munkássága
- 1980 Die Enkel der Raketenbauer
- 1983 Der verbotene Kontinent
- 1984 Marana oder Die Hochzeit der Elfe
- 1985 Die Erinnerungen des Helden Sigfrid

## Díjai
- Kurd-Laßwitz-díjat kapott a  Die Enkel der Raketenbauer  című regényért.
- Filmband Lola in Silber beim Deutschen Kurzfilmpreis

## Fordítás
- Ez a szócikk részben vagy egészben  a   Georg Zauner  című német Wikipédia-szócikk fordításán alapul.  Az eredeti cikk szerkesztőit annak laptörténete sorolja fel. Ez a jelzés csupán a megfogalmazás eredetét és a szerzői jogokat jelzi, nem szolgál a cikkben szereplő információk forrásmegjelöléseként.